# روبرت غراهام (عالم)
روبرت غراهام (بالإنجليزية: Robert Graham)‏ (و. 1786 – 1845 م) هو عالم نبات، وأستاذ جامعي، وطبيب من المملكة المتحدة لبريطانيا العظمى وأيرلندا، ومملكة بريطانيا العظمى، ولد في إستيرلينغ، وكان عضوًا في الجمعية الملكية لإدنبرة، والأكاديمية الألمانية للعلوم ليوبولدينا، توفي في بيرثشاير، عن عمر يناهز 59 عاماً.

## التعليم
تعلم في جامعة إدنبرة، وجامعة غلاسكو.

## جوائز
حصل على جوائز منها:
- زميل الكلية الملكية للأطباء بأدنبرة ‏.